# Epiblema inconspicua
Epiblema inconspicua es una especie de polilla del género Epiblema, familia Tortricidae.
Fue descrita científicamente por Walsingham en 1900.

## Distribución
Se encuentra en Japón (Hokkaidō, Tsuruga y Honshu).